# Mirfelderbusch
Mirfelderbusch är en skog i Belgien.   Den ligger i provinsen Liège och regionen Vallonien, i den östra delen av landet, 140 km öster om huvudstaden Bryssel.
I omgivningarna runt Mirfelderbusch växer i huvudsak blandskog. Runt Mirfelderbusch är det ganska glesbefolkat, med 38 invånare per kvadratkilometer.